# Gas (musicien)
Gas est l'un des projets de Wolfgang Voigt, musicien électronique allemand basé à Cologne. Voigt cite ses expériences sous LSD dans le Königsforst dans la Forêt-Noire allemande, située non loin de sa ville natale de Cologne, comme inspiration principale des sonorités et de la touche Gas.
Au cours de sa carrière sous le nom d'artiste de Gas, Wolfgang Voigt a composé 4 albums et 2 EPs entre les années 1995 et 2000. Le label Mille Plateaux ayant entre-temps fait faillite, Kompakt a repris les droits de Gas et a ainsi édité en 2008 une compilation nommée Nah und Fern.
Gas est fréquemment cité parmi les artistes de musique électronique - drone les plus importants de ces deux dernières décennies, et dont l'influence a été majeure au cours des années 2000. Même si le nom d'artiste Gas n'est plus utilisé à l'heure actuelle, Wolfgang Voigt continue toujours de composer sous différents noms.

## Caractéristiques
Le son de Gas, même s'il a évolué et gagné en maturité au cours de ses 4 albums se caractérise par des pistes très longues, aux nappes planantes, atmosphériques et sourdes. Un beat 4/4 répétitif accompagne certains de ces titres qu'une oreille néophyte qualifierait de répétitifs, mais qui cachent en réalité une extraordinaire richesse dans son évolution. Le thème de la forêt s'avère omniprésent dans l'œuvre de Gas et l'une des impressions récurrentes est celle d'un auditeur se retrouvant à quelques kilomètres d'une rave, d'où un son noyé et altéré par la distance, la nature et la forêt.

## Discographie
Aucune des pistes des albums de Gas n'a de nom.

### Albums studio
- Gas (1996) - Mille Plateaux
- Zauberberg (1997) - Mille Plateaux
- Königsforst (1998) - Mille Plateaux
- Pop (2000) - Mille Plateaux
- Narkopop (2017) - Kompakt
- Rausch (2018) - Kompakt

### EPs
- Modern (1995) - Profan
- Oktember (1999) - Mille Plateaux

### Compilations
- Nah und Fern (2008) - Kompakt